# A holnap úttörői
A holnap úttörői egy gyerekműsor Palesztinában, amelyet a Hamász által birtokolt Al-Aqsa TV sugároz. A műsor Izraellel szembeni ellenállásra, illetve nyugatellenességre tanítja az arab gyerekeket. Főszereplője kezdetben egy Farfur nevű egér volt, ám miután megölték a zsidók, Farfur unokatestvére, egy méh, Nahoul lépett a helyébe. A másik főszereplő Saraa, egy 11 éves kislány.
Farfur alakját többen támadták azért, mert Mickey egérre hasonlít.